# Pet Rock

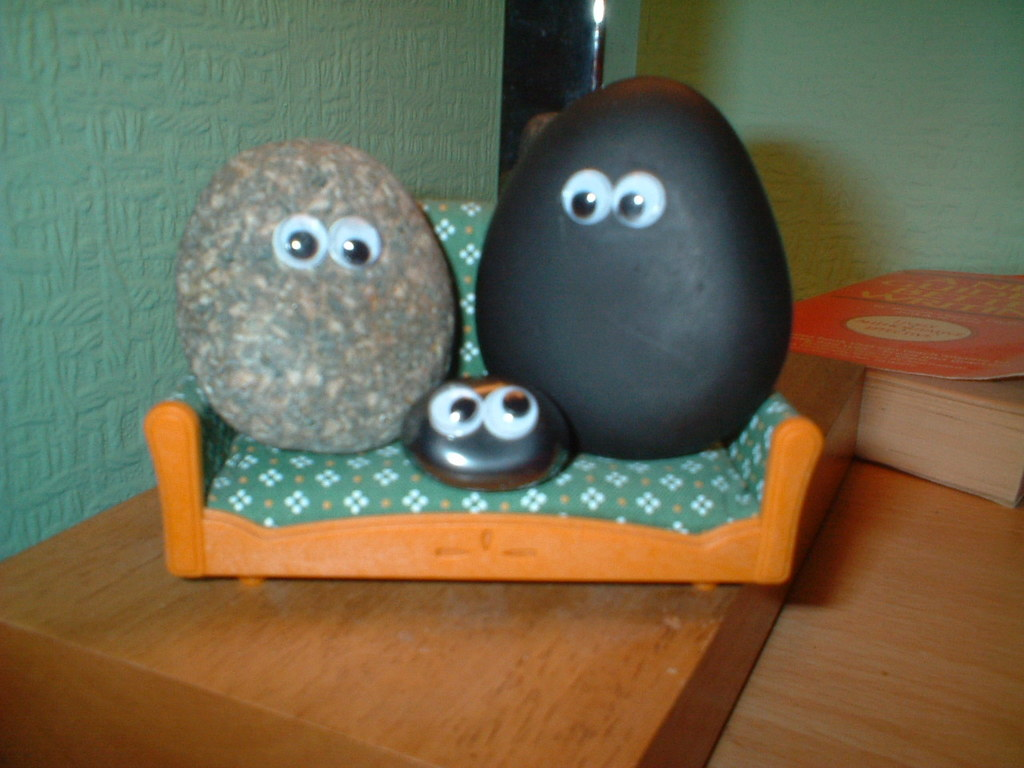
Kő „kisállatok”

A Pet Rock egy játék, amit egy amerikai vállalkozó, Gary Dahl talált ki 1975-ben. A rövid életű divathóbortra a popkultúra részeként tekintenek.

## Története
Gary Dahl 1975 áprilisában a barátaival egy kocsmában ülve beszélgetett a kisállattartásról Kaliforniában, amikor eszébe jutott, hogy a legtökéletesebb kisállat igazából egy kő lenne, mert nem kell etetni, itatni, sétáltatni, gondozni. Bár viccnek indult, Dahl komolyan elgondolkodott az ötleten és nekiállt megvalósítani. A felhasznált kövek a mexikói Playas de Rosaritóból származtak és úgy reklámozták őket, mint a valódi kisállatokat. Hatalmas sikere volt, fél év alatt több mint másfél millió darabot adtak el belőle 4 dolláros áron, azonban a vásárlási láz hamar véget ért.
A „kő kisállathoz” Dahl humoros tartási útmutatót is mellékelt, melyben ilyen tanácsok szerepeltek: „Amennyiben a dobozból való kivételt követően a kő izgatottnak tűnik, helyezd régi újságra. A kő tudni fogja, mire való az újság, további instrukció nem szükséges neki. Az újságpapíron marad, amíg onnan el nem mozdítod.”
A Pet Rock 2012 óta újra elérhető a piacon, a Rosebud Entertainment védjegyeként.

## Hatása
A „pet rock” kifejezés bekerült az amerikai szókincsbe, haszontalan tárgyat vagy gyors, üstökösszerű sikert jellemeznek vele.